# 長崎元家
長崎 元家（ながさき もといえ）は、戦国時代からの江戸時代初期にかけての武将、江戸幕府旗本。通称は弥左衛門尉。

## 生涯
はじめ滝川一益に仕える。本能寺の変後、一益より徳川家康の元へ援軍要請に徳川旧臣本多正重と共に遣わされたが、なし得なかった。一益没落後、織田信雄に仕える。のち豊臣秀吉に仕え、秀吉の命により小早川秀秋の家臣となり、文禄・慶長の役で戦功を立てる。関ヶ原の戦いにおいて徳川家康への使者となり、秀秋が東軍へ味方したい旨を伝えた。慶長7年（1602年）、秀秋が死去すると家康に仕えて1600石余を給される。同年致仕し、慶長15年（1610年）6月12日に死去した。享年73。

## 登場する作品
- 真田丸（2016年、NHK大河ドラマ、演：松田賢二）